# Fred Hermann Brandt
Fred Hermann Brandt (* 21. Mai 1908 in Sankt Petersburg; † 1994) war ein deutscher Entomologe und Botaniker. Sein offizielles botanisches Autorenkürzel lautet „F.H.Brandt“ abgekürzt.

## Leben
Er wuchs in Lettland auf. Sein Bruder Wilhelm Brandt war ein Entomologe, der sich auf Schmetterlinge spezialisierte, und durch seinen Bruder Fred interessierte er sich auch für das Gebiet. Im Januar 1940 wurde er als baltendeutscher Umsiedler ins Deutsche Reich eingebürgert. 1941 war er Angehöriger eines als Lepra-Forschungskommission getarnten Unternehmens des Amtes Ausland/Abwehr unter Manfred Oberdörffer mit dem Ziel, in Afghanistan und Indien Aufständische anzuwerben und auszubilden. Spätestens März 1942 wurde er Angehöriger des Lehr-Regiments Brandenburg. Ab Februar 1944 war er Führer für den Aufbau eines Stützpunktes für die Abwehr im albanischen Bergland, in Konkurrenz zum britischen Nachrichtendienst. 1955 kehrte er aus sowjetischer Kriegsgefangenschaft über das Lager Friedland zurück.
Einige der von Brandt gesammelten Schmetterlingsproben wurden später untersucht und einige neue Arten beschrieben Scythris brandti ist nach ihm benannt. Seine Sammlungen sind zusammen mit denen seines Bruders Wilhelm Brandt im Naturhistoriska riksmuseet in Stockholm hinterlegt.